# Frankfurt-Heddernheim
Heddernheim is een stadsdeel van de Duitse stad Frankfurt am Main. Het stadsdeel ligt in het noorden van Frankfurt. Heddernheim is met ongeveer 16.000 inwoners een middelgroot stadsdeel van Frankfurt.

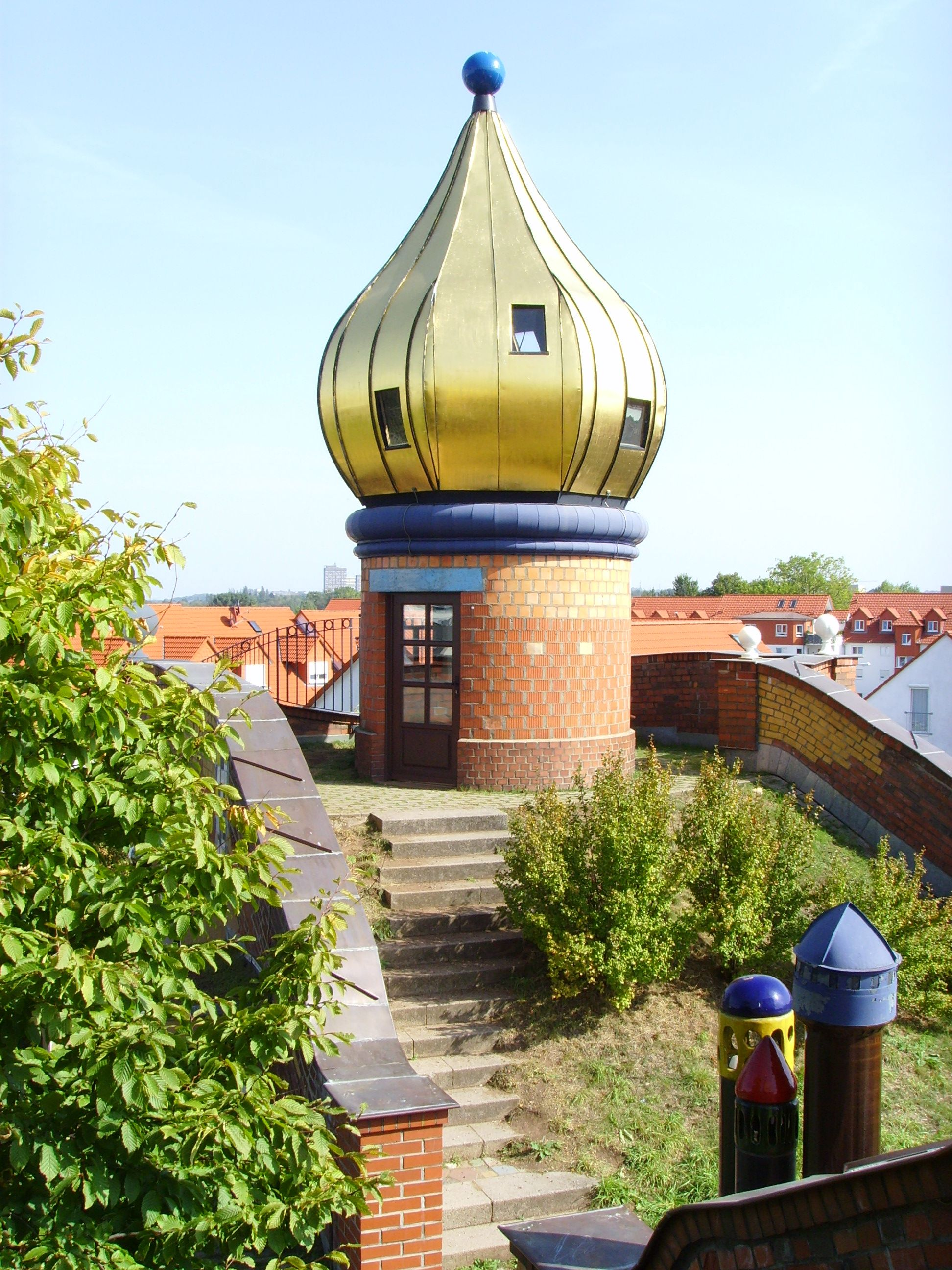
Hundertwasser-kleuterschool in Heddernheim

Altstadt · Bahnhofsviertel · Bergen-Enkheim · Berkersheim · Bockenheim · Bonames · Bornheim · Dornbusch · Eckenheim · Eschersheim · Fechenheim · Flughafen · Frankfurter Berg · Gallus · Ginnheim · Griesheim · Gutleutviertel · Harheim · Hausen · Heddernheim · Höchst · Innenstadt · Kalbach-Riedberg · Nied · Nieder-Erlenbach · Nieder-Eschbach · Niederrad ·  Niederursel · Nordend · Oberrad · Ostend · Praunheim · Preungesheim · Riederwald · Rödelheim · Sachsenhausen · Schwanheim · Seckbach · Sindlingen · Sossenheim · Unterliederbach · Westend · Zeilsheim